# Stazione di Monselice
Stazione di Monselice vasútállomás Olaszországban, Veneto régióban, Monselice településen.

## Vasútvonalak
Az állomást az alábbi vasútvonalak érintik:
- Padova–Bologna-vasútvonal
- Mantova-Monselice-vasútvonal

## Kapcsolódó állomások
A vasútállomáshoz az alábbi állomások vannak a legközelebb: 
- Stazione di Sant'Elena-Este
- Stazione di Battaglia Terme
- Stazione di Este